# Cleveland Browns 2002
La stagione 2002 dei Cleveland Browns è stata la 50ª della franchigia nella National Football League. La squadra raggiunse per la prima volta i playoff dal suo ritorno nella lega nel 1999 e fu eliminata nel turno delle wild card dai Pittsburgh Steelers. I Browns non avrebbero più raggiunto i playoff fino al 2020.

## Roster
| Roster dei Cleveland Browns nel 2002 |
| --- |
| Quarterback - 2 Tim Couch - 10 Kelly Holcomb - 12 Josh Booty Running Back - 34 R.J. Bowers FB - 31 William Green - 29 James Jackson - 30 Jamel White - 80 Aaron Shea FB Wide Receiver - 87 André Davis - 85 Kevin Johnson - 84 Andre King - 81 Quincy Morgan - 86 Dennis Northcutt - 88 Frisman Jackson Tight End - 83 Mark Campbell - 82 Steve Heiden - 89 Darnell Sanders Offensive Linemen - 69 Roger Chanoine T - 73 Joaquin Gonzalez T - 60 Shaun O'Hara C - 79 Barry Stokes T - 72 Ryan Tucker T - 77 Ross Verba G - 64 Dave Wohlabaugh C - 66 Paul Zukauskas T Defensive Linemen - 92 Courtney Brown DE - 97 Ryan Kuehl DT/LS - 96 Kenard Lang DE - 70 Alvin McKinley DT - 78 Tyrone Rogers DT - 99 Orpheus Roye DT - 93 Mark Smith DT - 94 Gerard Warren DT - 90 Mark Word DE Linebacker - 59 Kevin Bentley - 52 Brant Boyer - 54 Andra Davis - 56 Darren Hambrick - 50 Earl Holmes - 51 Lenoy Jones - 57 Dwayne Rudd - 58 Ben Taylor Defensive Back - 36 Chris Akins - 23 Devin Bush Sr. FS - 25 Corey Fuller CB - 24 Robert Griffith SS - 37 Anthony Henry - 22 Michael Jameson - 20 Earl Little - 33 Daylon McCutcheon CB - 21 Lewis Sanders Special Team - 4 Phil Dawson K - 17 Chris Gardocki P Lista delle riserve - 18 Dimitrius Breedlove WR (IR) - 41 Chris Eitzmann TE (IR) - 67 Melvin Fowler C (IR) - 71 Michael Josiah DL - 40 Ben Miller RB - 95 Jamir Miller LB (IR) - 48 Rod Monroe TE (IR) - 16 Kevin Thompson QB (IR) Squadra di allenamento - 75 Damian Gregory DT - 65 Chad Mustard T - 43 Kalvin Pearson FS - 71 Chad Ward G - 53 Jamal White LB |
| Legenda - I rookie sono in corsivo. - Il primo ruolo è il principale mentre gli eventuali successivi indicano i ruoli secondari. - (IR) sta per Injured Reserve ed indica la lista ristretta per un solo giocatore infortunato che può tornare ad allenarsi dopo la settimana 6 e a rientrare in prima squadra dopo che questa ha giocato 8 partite. - (NF-Inj.) / (NF-Ill.) stanno rispettivamente per Non-Football Injured e Non-Football Illness ed indicano le liste dove viene inserito un giocatore che ha un infortunio o una malattia non dipendente dal football americano. - (PUP) sta per Physically Unable to Perform ed indica la lista dove viene inserito un giocatore mentre è in attesa di recuperare la condizione fisica. Nella stagione regolare dopo la sesta partita giocata dalla propria squadra, il giocatore ha tempo tre settimane per riprendere ad allenarsi, più tre settimane aggiuntive dal suo rientro agli allenamenti per rientrare in prima squadra. |

## Calendario
| Stagione regolare |                    |                         |                    |                    |                          |                    |                    |                    |
| Turno             | Data               | Avversario              | Risultato          | Record             | Stadio                   | Pubblico           |                    |                    |
| 1                 | 8 settembre        | Kansas City Chiefs      | S 39–40            | 0–1                | Cleveland Browns Stadium | 72,938             |                    |                    |
| 2                 | 15 settembre       | Cincinnati Bengals      | V 20–7             | 1–1                | Cleveland Browns Stadium | 73,358             |                    |                    |
| 3                 | 22 settembre       | at Tennessee Titans     | V 31–28 (DTS)      | 2–1                | Adelphia Coliseum        | 68,804             |                    |                    |
| 4                 | 29 settembre       | at Pittsburgh Steelers  | S 13–16 (DTS)      | 2–2                | Heinz Field              | 62,864             |                    |                    |
| 5                 | 6 ottobre          | Baltimore Ravens        | S 21–26            | 2–3                | Cleveland Browns Stadium | 73,688             |                    |                    |
| 6                 | 13 ottobre         | at Tampa Bay Buccaneers | S 3–17             | 2–4                | Raymond James Stadium    | 65,625             |                    |                    |
| 7                 | 20 ottobre         | Houston Texans          | V 34–17            | 3–4                | Cleveland Browns Stadium | 73,248             |                    |                    |
| 8                 | 27 ottobre         | at New York Jets        | V 24–21            | 4–4                | Giants Stadium           | 78,502             |                    |                    |
| 9                 | 3 novembre         | Pittsburgh Steelers     | S 20–23            | 4–5                | Cleveland Browns Stadium | 73,718             |                    |                    |
| 10                | Settimana di pausa | Settimana di pausa      | Settimana di pausa | Settimana di pausa | Settimana di pausa       | Settimana di pausa | Settimana di pausa | Settimana di pausa |
| 11                | 17 novembre        | at Cincinnati Bengals   | V 27–20            | 5–5                | Paul Brown Stadium       | 64,060             |                    |                    |
| 12                | 24 novembre        | at New Orleans Saints   | V 24–15            | 6–5                | Louisiana Superdome      | 68,295             |                    |                    |
| 13                | 1 dicembre         | Carolina Panthers       | S 6–13             | 6–6                | Cleveland Browns Stadium | 72,718             |                    |                    |
| 14                | 8 dicembre         | at Jacksonville Jaguars | V 21–20            | 7–6                | Alltel Stadium           | 46,267             |                    |                    |
| 15                | 15 dicembre        | Indianapolis Colts      | S 23–28            | 7–7                | Cleveland Browns Stadium | 73,098             |                    |                    |
| 16                | 22 dicembre        | at Baltimore Ravens     | V 14–13            | 8–7                | M&T Bank Stadium         | 68,348             |                    |                    |
| 17                | 29 dicembre        | Atlanta Falcons         | V 24–16            | 9–7                | Cleveland Browns Stadium | 73,528             |                    |                    |

Note: gli avversari della propria division sono in grassetto.

### Playoff
| Playoff       |                |                            |           |        |             |          |         |
| Turno         | Data           | Avversario (seed)          | Risultato | Record | Stadio      | Pubblico | Sintesi |
| AFC Wild Card | 5 gennaio 2003 | at Pittsburgh Steelers (3) | S 33–36   | 0–1    | Heinz Field | 62,595   | Recap   |

## Classifiche
| AFC North               |    |    |   |      |     |      |     |     |     |
|                         | V  | S  | P | %    | DIV | CONF | PF  | PS  | STR |
| (3) Pittsburgh Steelers | 10 | 5  | 1 | .656 | 6–0 | 8–4  | 390 | 345 | V3  |
| (6) Cleveland Browns    | 9  | 7  | 0 | .563 | 3–3 | 7–5  | 344 | 320 | V5  |
| Baltimore Ravens        | 7  | 9  | 0 | .438 | 3–3 | 7–5  | 316 | 354 | S2  |
| Cincinnati Bengals      | 2  | 14 | 0 | .125 | 0–6 | 1–11 | 279 | 456 | S1  |